# Janne Gustafsson
Johan August "Janne" Gustafsson (Stora Skedvi, Säter, Dalarna, 2 de maig de 1883 – Stora Skedvi, Säter, 24 de setembre de 1942) va ser un tirador suec que va competir a començaments del segle xx.
El 1908 va prendre part en els Jocs Olímpics de Londres, on va disputar tres proves del programa de tir. Va guanyar una medalla de plata en la prova de rifle lliure 300 metres, 3 posicions per equips, mentre en la de rifle militar per equips i Rifle lliure, 300 metres tres posicions individual fou cinquè.